# 경험에 대한 개방성
경험에 대한 개방성(Openness to experience)은 5요소 모델에서 인간의 성격을 설명하는 데 사용되는 영역 중 하나이다. 개방성은 6가지 측면 또는 차원과 관련된다: 적극적인 상상력(판타지), 미적 민감성, 내면 감정에 대한 주의, 다양성에 대한 선호(모험성), 지적 호기심, 권위에 도전(심리적 자유주의). 수많은 심리 측정 연구를 통해 이러한 측면이나 특성이 유의미한 상관 관계가 있음이 입증되었다. 따라서 개방성은 함께 모여 있는 특정 특성, 습관 및 경향의 집합으로 구성된 전체적인 성격 특성으로 볼 수 있다.
개방성은 소수의 사람들이 특성에 대해 매우 높거나 낮은 점수를 받고 대부분의 사람들이 중간 정도 점수를 받는 정규 분포를 보이는 경향이 있다. 개방성 점수가 낮은 사람들은 경험에 폐쇄적인 것으로 간주된다. 그들은 전망과 행동이 관습적이고 전통적인 경향이 있다. 그들은 새로운 경험보다 익숙한 일상을 선호하며 일반적으로 관심 분야가 더 좁다.
개방성은 창의성, 지능, 지식과 중간 정도의 긍정적인 관계를 가지고 있다. 개방성은 흡수의 심리적 특성과 관련이 있으며 흡수와 마찬가지로 최면 민감성의 개인차와 어느 정도 관계가 있다. 개방성은 다른 5요소 모델 성격 특성보다 주관적 웰빙 측면과 더 적당한 관계를 가지고 있다.
전체적으로 개방성은 정신 장애의 증상과 크게 관련이 없는 것으로 보인다.

## 같이 보기
- 특성이론